# Județ de Cluj
Le județ de Cluj (en roumain : județul Cluj et en hongrois : Kolozs megye) est un județ (département) de Roumanie en Transylvanie. Son chef-lieu est Cluj-Napoca.

## Liste des municipalités, villes et communes

### Municipalités
(population en 2011)
- Cluj-Napoca (324 576)
- Câmpia Turzii (22 223)
- Dej (33 497)
- Gherla (20 982)
- Turda (47 744)

### Villes
(population en 2011)
- Huedin (9 346)

### Communes
(population en 2011)
- Aghireșu (7 116)
- Aiton
- Aluniș
- Apahida (10 685)
- Așchileu
- Baciu (10 317)
- Băișoara
- Beliș
- Bobâlna
- Bonțida
- Borșa
- Buza
- Căianu
- Călățele
- Cămărașu
- Căpușu Mare
- Cășeiu
- Cătina
- Câțcău
- Ceanu Mare
- Chinteni
- Chiuiești
- Ciucea
- Ciurila
- Cojocna
- Cornești
- Cuzdrioara
- Dăbâca
- Feleacu
- Fizeșu Gherlii
- Florești (22 813)
- Frata
- Gârbău
- Geaca
- Gilău (8 300)
- Iara
- Iclod
- Izvoru Crișului
- Jichișu de Jos
- Jucu
- Luna
- Măguri-Răcătău
- Mănăstireni
- Mărgău
- Mărișel
- Mica
- Mihai Viteazu
- Mintiu Gherlii
- Mociu
- Moldovenești
- Negreni
- Pălatca
- Panticeu
- Petreștii de Jos
- Ploscoș
- Poieni
- Recea-Cristur
- Săcuieu
- Săndulești
- Săvădisla
- Sâncraiu
- Sânmartin
- Sânpaul
- Sic
- Suatu
- Tritenii de Jos
- Tureni
- Țaga
- Unguraș
- Vad
- Valea Ierii
- Viișoara
- Vultureni

## Politique
| Parti | Parti                                      | Sièges |
| ----- | ------------------------------------------ | ------ |
|       | Parti national libéral (PNL)               | 19     |
|       | Alliance 2020 USR-PLUS (USR-PLUS)          | 5      |
|       | Union démocrate magyare de Roumanie (UDMR) | 5      |
|       | Parti social-démocrate (PSD)               | 5      |
|       | Parti Mouvement populaire (PMP)            | 2      |

## Démographie
En 2011, le județ de Cluj compte 691 106 habitants, dont 79,4 % s'identifient comme roumains, 17,4 % comme hongrois et 2,8 % comme roms.

## Tourisme
- ville baroque de Gherla
- Pays de Călata (Țara Călatei)
- Pays des Moți (Țara Moților)
- Mine de sel de Turda
- Cheile Turzii
- Liste des musées du județ de Cluj